# Rumpt
Rumpt is een dorp in de gemeente West Betuwe in de Nederlandse provincie Gelderland. De dorpskern ligt aan de zuidoever van de Linge, en is via een brug verbonden met Beesd op de noordoever. Op 1 januari 2023 telde Rumpt 910 inwoners, waarbij zowel de dorpskern als de omliggende gebieden ("het Veld") gerekend zijn. Het dorp is sinds 9 mei 2010 bevriend met de Franse plaats Mers-sur-Indre. 
Het dorp heeft twee kerken, de middeleeuwse Hervormde kerk en de katholieke Waterstaatskerk, die in 2015 aan de eredienst werd onttrokken. Beide kerken staan in het centrum van het dorp.
Rumpt is bereikbaar via de Provinciale weg N327 en de A2.

## Historie
Omstreeks het jaar 960 wordt Rumpt (als Rumpst) vermeld in een lijst van bezittingen van de St. Maartenskerk te Utrecht. Andere benamingen voor Rumpt in schriftelijke bronnen zijn Rumede, Romde en Rumt.
Even ten noorden van de dorpskern werd in de 14e eeuw het Huis te Rumpt gebouwd. Dit kasteel werd rond 1550 herbouwd door Thomas van Scherpenzeel. In de 18e eeuw raakte het kasteel vervallen en is het uiteindelijk gesloopt.
In het dorp stond tot begin 19e eeuw het Huis Leegpoel.

## Bus
De volgende buslijn rijdt door het dorp:
• Lijn 260: Geldermalsen - Leerdam

## Onderwijs
• Basisschool De Springplank

## Sportverenigingen
Er zijn drie sportverenigingen op Sportpark Boutenstein: 
- Voetbalvereniging RVV Rhelico
- Biljartvereniging Carambole
- Padel en Tennisvereniging T.V. Rhelico

Tevens is er de sloeproeivereniging Rechtachteruit.

## Het wapen van Rumpt
In 1550 werd Rumpt eigendom van het geslacht Van Scherpenzeel. Het familiewapen van het geslacht wordt algemeen als het wapen van Rumpt beschouwd. De omschrijving luidt: in een blauw (lazuur) veld, zes zilveren lelies, geplaatst 3-2-1.

## Zie ook

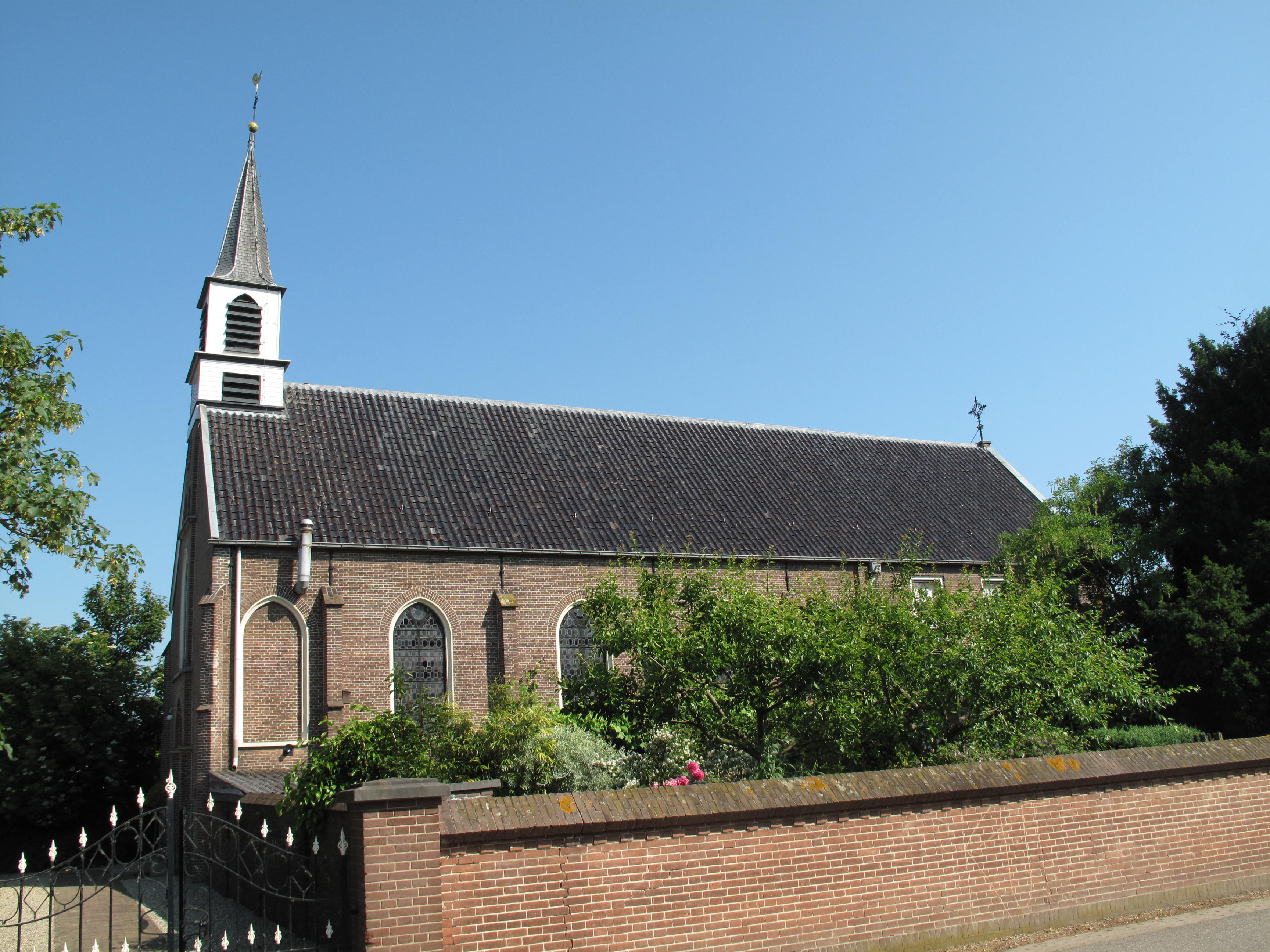
Rumpt, katholieke kerk